# Grammy Award for Best Regional Roots Music Album
Der Grammy Award for Best Regional Roots Music Album, auf Deutsch „Grammy-Award für das beste Album mit Musik mit regionalen Wurzeln“, ist ein Musikpreis, der seit 2012 bei den jährlich stattfindenden Grammy Awards verliehen wird. Der Preis geht an Künstler aus dem Bereich traditioneller Musik wie etwa Zydeco und Cajun-Musik oder traditionelle Hawaiimusik und indianische Musik. Dabei ist der Preis auf Alben begrenzt.
Zum Grammy Award for Best Regional Roots Music Album wurden die bis 2011 verliehenen Grammys für Best Hawaiian Music Album, Best Zydeco or Cajun Music Album and Best Native American Music Album zusammengelegt, da die NARAS die Anzahl der Kategorien deutlich reduzieren sowie teilweise die Trennung von Gesangs- und Instrumentaldarbietungen in den Kategorien abschaffen wollte. Auch bisher nicht über die ursprünglichen Kategorien erfasste Musikrichtungen werden in der neuen Kategorie berücksichtigt, darunter auch die Interpreten des Polka des seit 2009 nicht mehr vergebenen Grammy Award for Best Polka Album.

## Gewinner und nominierte Künstler
| Jahr                  | Künstler / Band                                             | Nationalität       | Werk                                                  | Weitere nominierte Künstler | Bilder der Künstler                                        |
| --------------------- | ----------------------------------------------------------- | ------------------ | ----------------------------------------------------- | --- | ---------------------------------------------------------- |
| 2012 12. Februar 2012 | Rebirth Brass Band                                          | Vereinigte Staaten | Rebirth of New Orleans                                | - C. J. Chenier – Can’t Sit Down - George Kahumoku Jr. – Wao Akua – The Forest of the Gods - Steve Riley & The Mamou Playboys – Grand Isle - Jimmy Sturr & His Orchestra – Not Just Another Polka | Einige Musiker der Rebirth Brass Band in New Orleans, 2007 |
| 2013 10. Februar 2013 | Wayne Toups, Steve Riley & Wilson Savoy                     | Vereinigte Staaten | The Band Courtbouillon                                | - Keola Beamer – Malamo Ko Aloha (Keep Your Love) - Radmilla Cody – Shi Kéyah – Songs for the People - Weldon Kekauoha – Pilialoha - Corey Ledet, Anthony Dopsie, Dwayne Dopsie & André Thierry – Nothin’ But the Best | Wayne Toups, 2007                                          |
| 2014 26. Januar 2014  | Terrance Simien & the Zydeco Experience                     | Vereinigte Staaten | Dockside Sessions                                     | - Hot 8 Brass Band – The Life & Times of … the Hot 8 Brass Band - Kahulanui – Hula Kui - Zachary Richard – Le Fou - Joe Tohonnie Jr. – Apache Blessing & Crown Dance Songs | Terrance Simien, 2008                                      |
| 2015 8. Februar 2015  | Jo-El Sonnier                                               | Vereinigte Staaten | The Legacy                                            | - Bonsoir, Catin – Light the Stars - Kamaka Kukona – Hanu ʻAʻala - Magnolia Sisters – Love’s Lies - Joe Tohonnie Jr. – Ceremony | Jo-El Sonnier, 2006                                        |
| 2016 15. Februar 2016 | Jon Cleary                                                  | Vereinigte Staaten | Go Go Juice                                           | - Natalie Ai Kamauu — La La La La - Keali’i Reichel — Kawaiokalena - The Revelers — Get Ready - Windwalker & the MCW — Generations |                                                            |
| 2017 12. Februar 2017 | Kalani Pe’a                                                 | Vereinigte Staaten | E Walea                                               | - Barry Jean Ancelet und Sam Broussard — Broken Promised Land - Northern Cree — It’s a Cree Thing - Roddie Romero & the Hub City All-Stars — Gulfstream - Verschiedene Künstler (Joshua Caffery und Joel Savoy, Produzenten) — I Wanna Sing Right: Rediscovering Lomax in the Evangeline Country |                                                            |
| 2018 28. Januar 2018  | The Lost Bayou Ramblers                                     | Vereinigte Staaten | Kalenda                                               | - Dwayne Dopsie and the Zydeco Hellraisers — Top of the Mountain - Hoʻokena — Hoʻokena 3.0 - Northern Cree — Miyo Kekisepa, Make a Stand [Live] - Josh Tatofi — Pua Kiele |                                                            |
| 2019 10. Februar 2019 | Kalani Peʻa                                                 | Vereinigte Staaten | No ʻAneʻi                                             | - Sean Ardoin — Kreole Rock and Soul - Cha Wa — Spyboy - Na Hoa — Aloha from Na Hoa - Young Spirit — Mewasinsational - Cree Round Dance Songs |                                                            |
| 2020 26. Januar 2020  | Ranky Tanky                                                 | Vereinigte Staaten | Good Time                                             | - Amy Hānaialiʻi – Kalawaiʻanui - Northern Cree – When It’s Cold – Cree Round Dance Songs - Rebirth Brass Band – Recorded Live at the 2019 New Orleans Jazz & Heritage Festival - Verschiedene Interpreten (Produzenten: Imua Garza, Kimié Miner) – Hawaiian Lullaby |                                                            |
| 2021 14. März 2021    | New Orleans Nightcrawlers                                   | Vereinigte Staaten | Atmosphere                                            | - Black Lodge Singers – My Relatives „Nikso Kowaiks“ - Cameron Dupuy and the Cajun Troubadours – Cameron Dupuy and the Cajun Troubadours - Nā Wai ʽEhā – Lovely Sunrise - Sweet Cecilia – A Tribute to Al Berard |                                                            |
| 2022 3. April 2022    | Kalani Pe'a                                                 | Vereinigte Staaten | Kau ka pe'a                                           | - Sean Ardoin and Kreole Rock and Soul – Live in New Orleans! - Big Chief Monk Boudreaux – Bloodstains & Teardrops - Cha Wa – My People - Corey Ledet Zydeco – Corey Ledet Zydeco |                                                            |
| 2023 5. Februar 2023  | Ranky Tanky                                                 | Vereinigte Staaten | Live at the 2022 New Orleans Jazz & Heritage Festival | - Sean Ardoin and Kreole Rock and Soul feat. LSU Golden Band from Tigerland – Full Circle - Natalie Ai Kamauu – Natalie Noelani - Hālau Hula Kealiʻi o Nālani – Hālau Hula Kealiʻi o Nālani – Live at the Getty Center - Nathan & the Zydeco Cha Chas – Lucky Man |                                                            |
| 2024 4. Februar 2024  | Buckwheat Zydeco Jr. and the Legendary Ils Sont Partis Band | Vereinigte Staaten | New Beginnings                                        | - Dwayne Dopsie and the Zydeco Hellraisers – Live at the 2023 New Orleans Jazz & Heritage Festival - Lost Bayou Ramblers und dem Louisiana Philharmonic Orchestra – Live: Orpheum Theater Nola - New Breed Brass Band – Made in New Orleans - New Orleans Nightcrawlers – Too Much to Hold - The Rumble featuring Chief Joseph Boudreaux Jr. – Live at the Maple Leaf                               |                                                            |
| 2025 2. Februar 2025  | Kalani Peʻa                                                 | Vereinigte Staaten | Kuini                                                 | - 25 Back to My Roots von Sean Ardoin and Kreole Rock and Soul - Live at the 2024 New Orleans Jazz & Heritage Festival von Big Chief Monk Boudreaux & the Golden Eagles featuring J’Wan Boudreaux - Live at the 2024 New Orleans Jazz & Heritage Festival von der New Breed Brass Band featuring Trombone Shorty - Stories from the Battlefield von The Rumble featuring Chief Joseph Boudreaux Jr. |                                                            |

## Belege
1. ↑  Awards Category Comparison Chart. (PDF 80 kB) National Academy of Recording Arts and Sciences, S. 1, archiviert vom Original am 16. Mai 2011; abgerufen am 4. Januar 2014 (englisch).
2. ↑  NARAL Final Nomination List 57th Grammy Awards, abgerufen am 31. Dezember 2015.